# Angerona prunaria
Angerona prunaria (tên tiếng Anh: Bướm đêm da cam) là một loài bướm đêm lepidoptera trong họ Geometridae.
Loài bướm này thích nơi có rừng và phần lớn được tìm thấy ở Hà Lan và Bỉ. 
Chúng bay vào tháng 5 đến tháng 7.

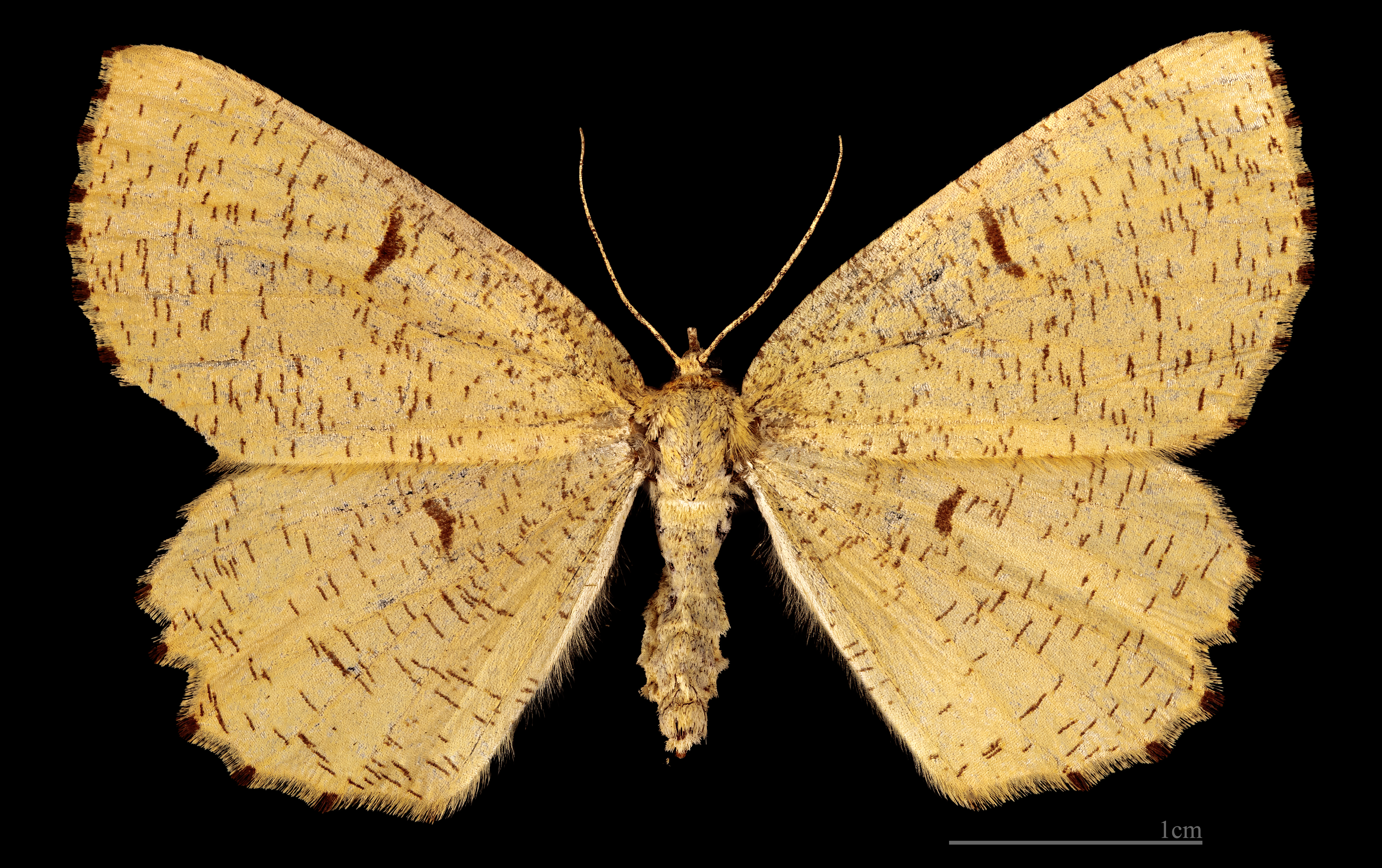
Angerona prunaria prunaria  ♀
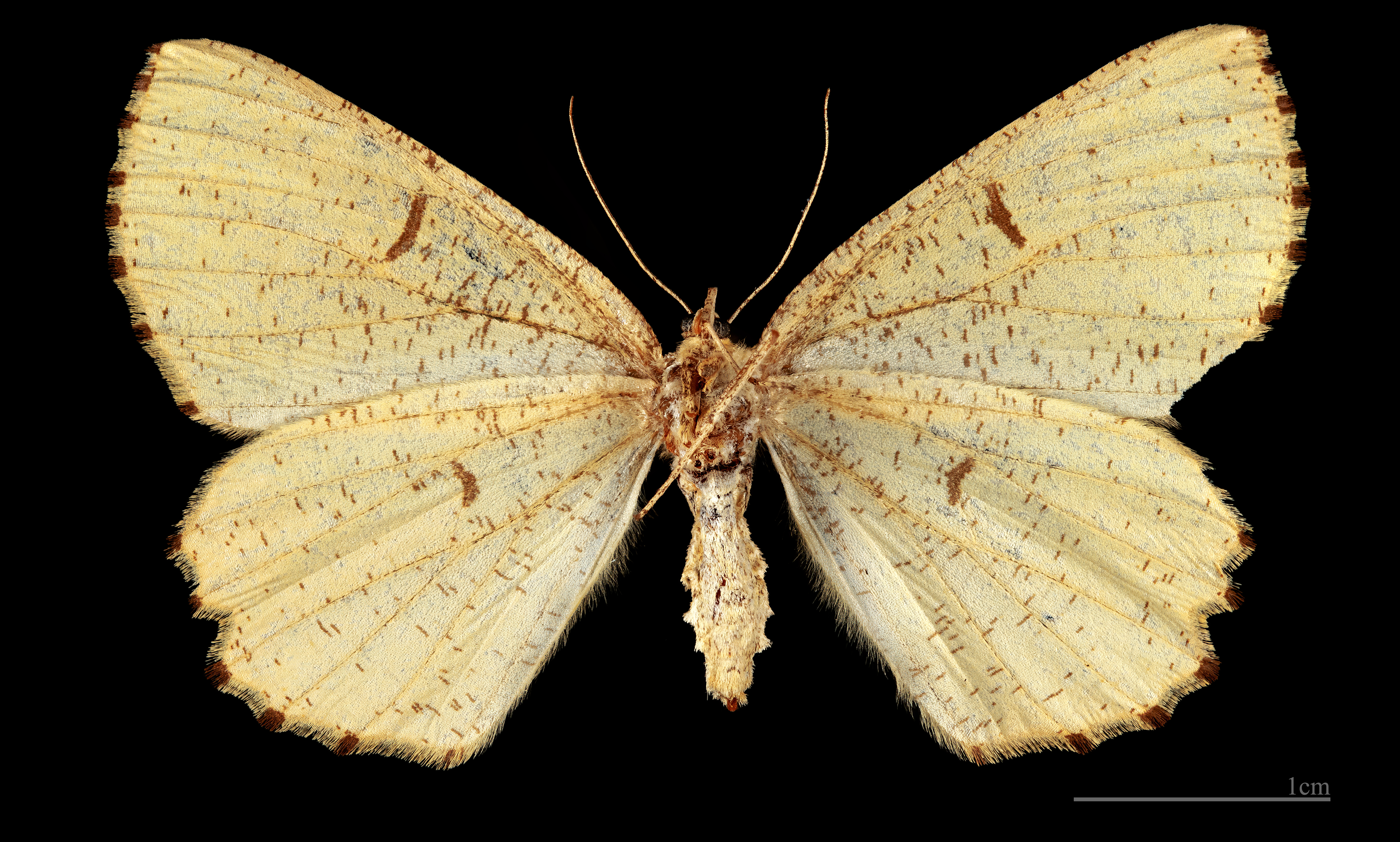
Angerona prunaria prunaria  ♀   △
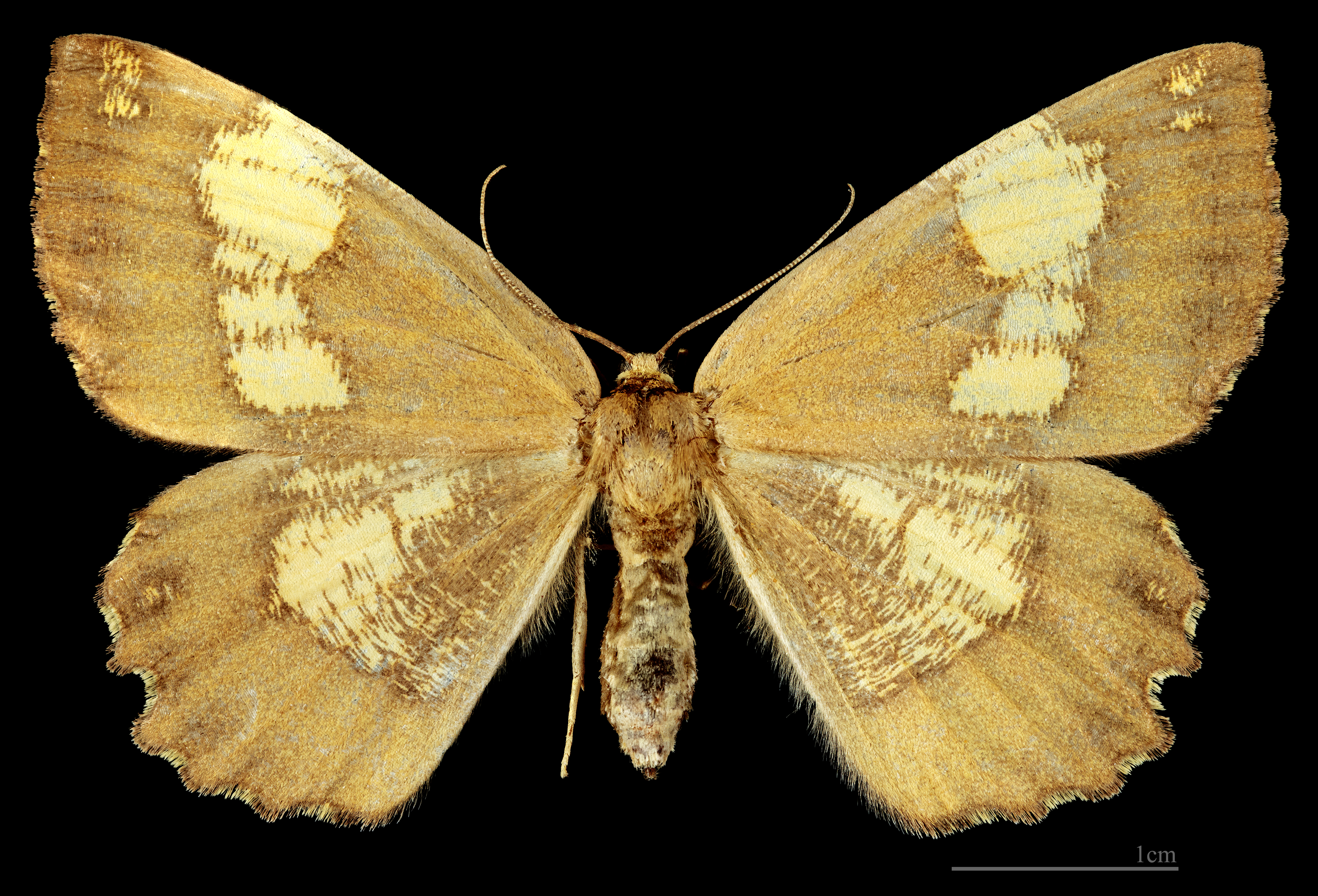
Angerona prunaria corylaria  ♀
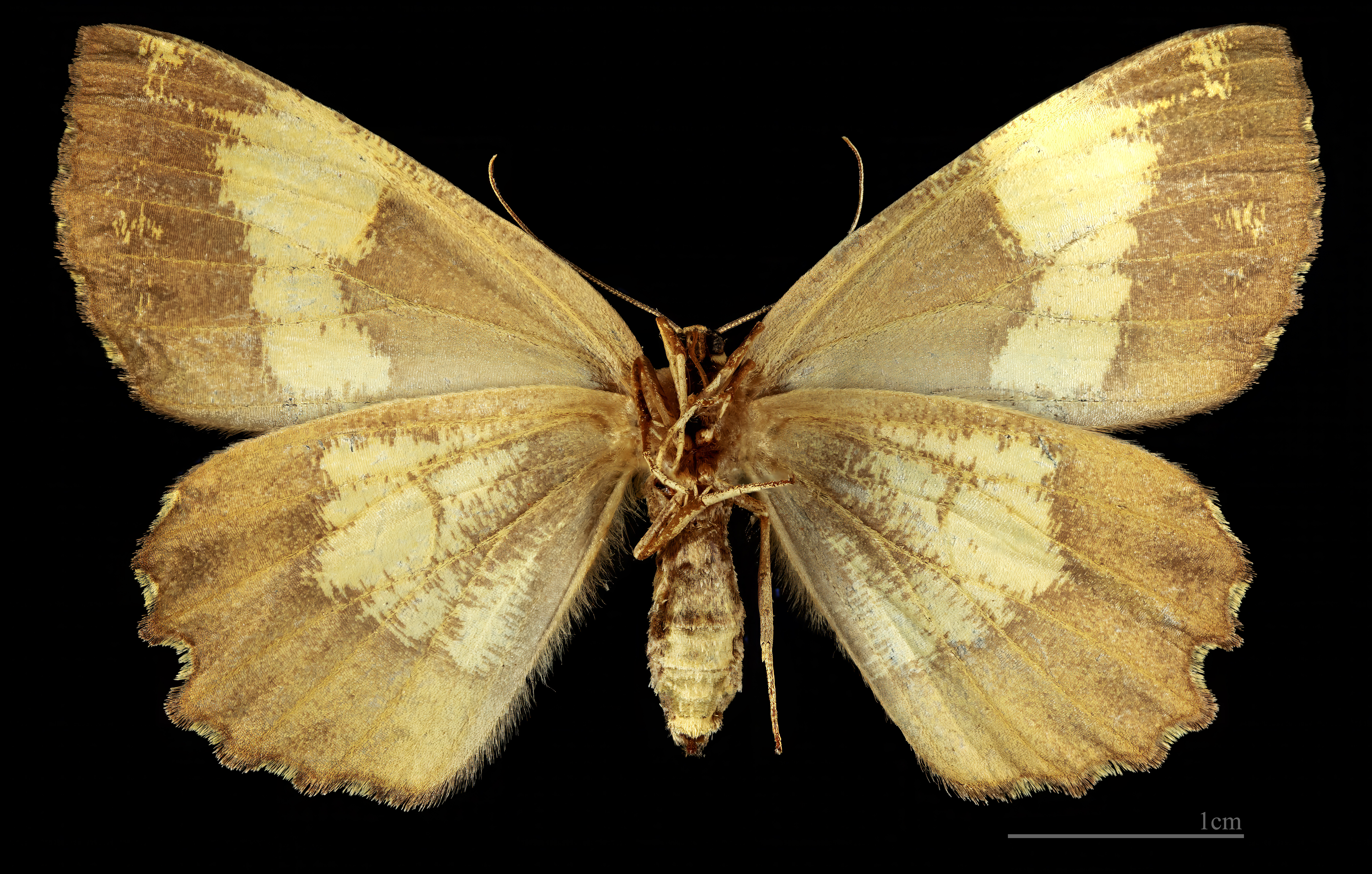
Angerona prunaria corylaria  ♀  △

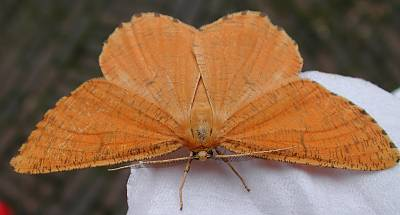
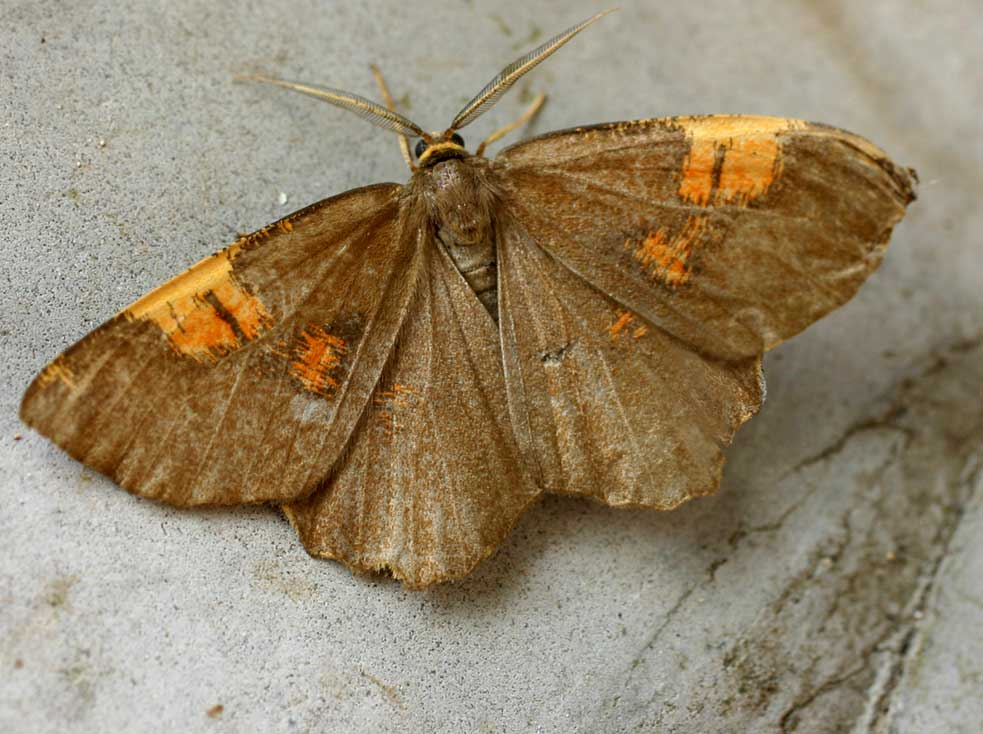
Angerona prunaria f. corylaria